# インタロボット
インタロボット株式会社（InterRobot Inc.）は、岡山県岡山市に本社を置く対人システム、コミュニケーションシステムの開発を行う研究開発型企業。

## 概要
「ヒューマンインタフェース技術を革新し、活かして、心豊かな未来社会を創造する」を理念とする。岡山県立大学情報工学部渡辺研究室とコアテック株式会社の産学連携の研究成果であるヒューマンインタフェース技術「iRT（アイアールティー）」を基盤技術として、2000年3月9日に設立。

## iRT（アイアールティー）
iRT（アイアールティー）は、同社の保有する特許技術。音声のON-OFFを入力データとしてうなずくことができる。セガトイズの癒し系玩具ペコッぱシリーズに採用。

## ロボット
2005年愛・地球博「プロトタイプロボット展」において岡山県立大学情報工学部情報システム工学科 渡辺研究室と共同でコミュニケーションロボット「インタアニマル」を開発し展示。